# Затилля
Затилля (пол. Zatyle) — село в Польщі, у гміні Любича-Королівська Томашівського повіту Люблінського воєводства. Населення — 299 осіб (2011). Розташоване на Закерзонні (в історичному Надсянні).

## Історія
6-15 липня 1947 року під час операції «Вісла» польська армія виселила зі села на приєднані до Польщі північно-західні терени 84 українців.
У 1975—1998 роках село належало до Замойського воєводства.

## Демографія
Демографічна структура станом на 31 березня 2011 року:
|          | Загалом | Допрацездатний вік | Працездатний вік | Постпрацездатний вік |
| -------- | ------- | ------------------ | ---------------- | -------------------- |
| Чоловіки | 162     | 33                 | 119              | 10                   |
| Жінки    | 137     | 29                 | 83               | 25                   |
| Разом    | 299     | 62                 | 202              | 35                   |

## Постаті
- Степан Павлище (1941—1993) — український літератор, юрист, громадський діяч української меншості в Польщі, представник руху шестидесятників, дисидент.